# Harald Indebetou
Harald Otto Indebetou, född 26 oktober 1846 i Nyköping, död där 16 november 1902, var en svensk skriftställare. Han var brorson till Carl Gustaf Indebetou. 
Indebetou drabbades i fyraårsåldern av polio och var därefter handikappad. Han avlade mogenhetsexamen i Nyköping 1868 och studerade därefter vid Uppsala universitet. Han avlade 1873 filosofie kandidat-examen och promoverades 1875 till filosofie doktor med avhandlingen De usu infinitivi Horatiano commentatio. 
Harald Otto Indebetou utgav bland annat Nyköpings minnen (1874), Södermanlands minnen (1877), Lefnadsteckning öfver Ludvig Harms, pastor i Hermansburg (1879) och Anteckningar om svenska almanackan i forna och närvarande tider (1890). Han gjorde även ett flertal översättningar.